# Modibo Sidibé
Modibo Sidibé (ur. 4 listopada 1952 w Bamako) – malijski polityk, minister spraw zagranicznych w latach 1997–2002, premier kraju w latach 2007–2011.

## Życiorys
W 1976 ukończył studia magisterskie z zakresu prawa w Perpignan we Francji. Rok później zdobył dyplom Narodowej Szkoły Policji w Bamako. W 1979 ukończył studia podyplomowe (diplôme d'études approfondies) z dziedziny nauk karnych i kryminologii w Aix-en-Provence, a w 1983 z zakresu teorii politycznych w Reims. W 1983 obronił doktorat z nauk karnych i kryminologii w Aix-en-Provence. W 1985 zdobył dyplom z prawa konfliktów zbrojnych w San Remo we Włoszech.
W 1978 rozpoczął pracę w stołecznym komisariacie policji w Bamako. W 1984 objął funkcję szefa biura w gabinecie wojskowym w Ministerstwie Obrony Narodowej. W latach 1986–1989 był doradcą technicznym w tym resorcie. Od 1989 do 1991 zajmował urząd szefa gabinetu w MON. W 1991 został szefem gabinetu w Ministerstwie Bezpieczeństwa Wewnętrznego. W latach 1991–1992 był szefem gabinetu prezydenta Amadou Toumaniego Touré w randze ministra.
W czerwcu 1992, po objęciu prezydentury przez Alphę Oumara Konaré, został mianowany ministrem zdrowia, solidarności i opieki społecznej, którym pozostał do 1997. Od września 1997 do czerwca 2002 zajmował stanowisko ministra spraw zagranicznych i współpracy międzynarodowej.
W czerwcu 2002 objął funkcję sekretarza generalnego w kancelarii prezydenta Amadou Toumani Touré w randze ministra. Urząd ten zajmował do czasu mianowania go na stanowisko premiera.
Po dymisji premiera Ousmane Issoufi Maïgi dwa tygodnie po wyborach parlamentarnych, Sidibé został 28 września 2007 mianowany przez prezydenta Touré nowym szefem rządu.
30 marca 2011, na rok przed wyborami prezydenckimi, podał się do dymisji. 3 kwietnia 2011 prezydent Amadou Toumani Touré nowym szefem rządu mianował Cissé Mariam Kaïdama Sidibé, pierwszą kobietę na tym stanowisku.